# گرند آیلند (کالیفرنیا)
گرند آیلند (به انگلیسی: Grand Island) یک منطقهٔ مسکونی در ایالات متحده آمریکا است که در شهرستان کولوزا، کالیفرنیا واقع شده‌است. گرند آیلند ۱۰ متر بالاتر از سطح دریا واقع شده‌است.